# خطة موريسون–غرادي

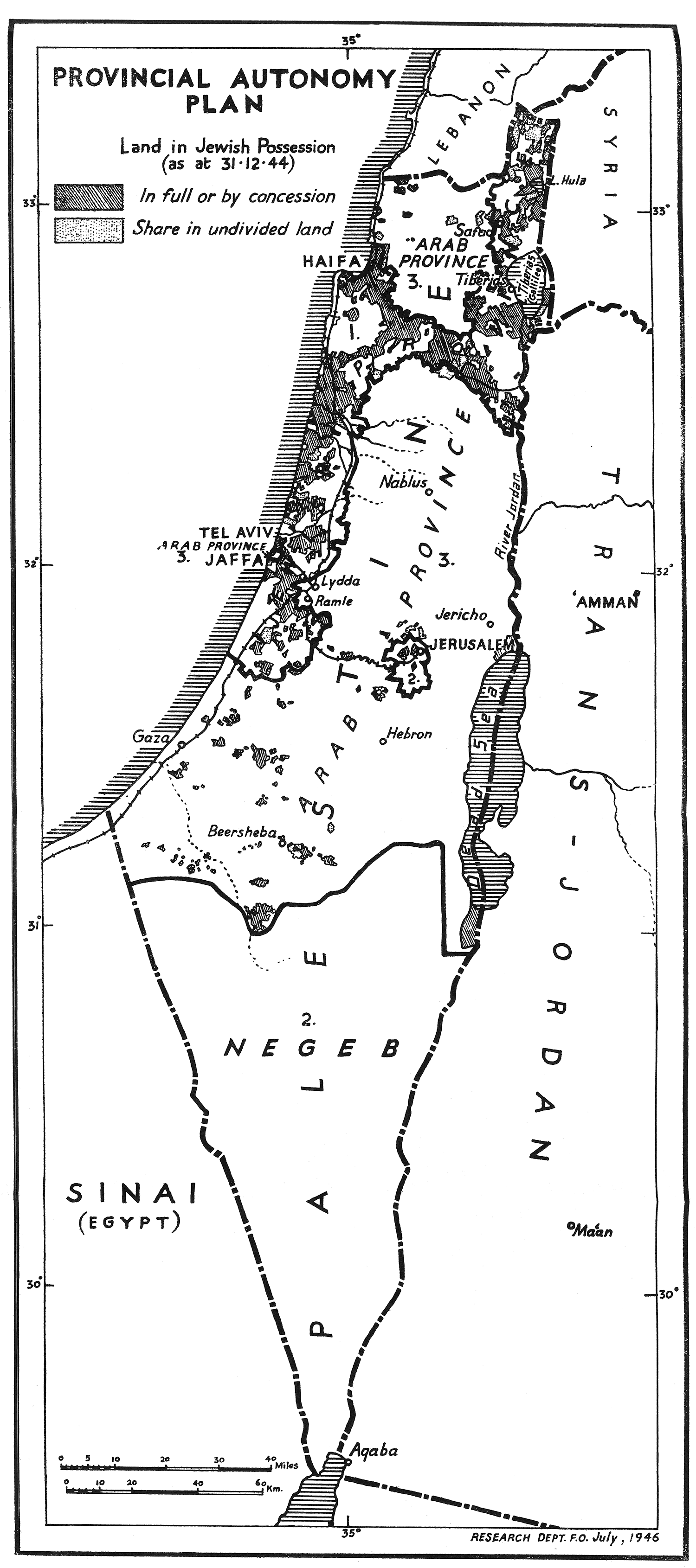
خطة الحكم الذاتي على صعيد المقاطعة المقترحة من قبل لجنة موريسون–غرادي

كانت خطة موريسون–غرادي، المعروفة أيضا باسم خطة موريسون أو خطة الحكم الذاتي على صعيد المقاطعة، خطة أنجلو-أمريكية مشتركة لإنشاء وصاية فدرالية موحدة في فلسطين الانتدابية، أعلن عنها في 31 يوليو 1946.
عقب إصدار تقرير لجنة التحقيق الأنغلو-أمريكية في 20 أبريل 1946، أنشئت لجنة جديدة لتحديد كيفية تنفيذ المقترحات الأنغلو-أمريكية، بقيادة نائب رئيس الوزراء البريطاني هربرت موريسون والدبلوماسي الأمريكي هنري فرانسيس غرادي. قدم موريسون الخطة إلى البرلمان البريطاني في 31 يوليو 1946. في الولايات المتحدة، تغير دعم الرئيس ترومان المبدئي للخطة بعد الضغط الصهيوني الأمريكي ضدها قبل انتخابات التجديد النصفي في نوفمبر. وقد أدى الضغط من الصهاينة الأمريكيين إلى رفض الرئيس ترومان الخطة، على الرغم من اقتراحها من قبل أحد المعينين من قبل ترومان. الولايات المتحدة آنذاك، لم تكن لديها سياسة فلسطينية.
أصبحت الخطة نقطة انطلاق لمؤتمر لندن 1946–47، الذي عقده البريطانيون في 1 أكتوبر 1946.

## تفاصيل الخطة
بموجب بنود الخطة، ستمارس المقاطعات اليهودية والعربية الحكم الذاتي تحت الرقابة البريطانية، بينما تبقى القدس والنقب تحت السيطرة البريطانية المباشرة.

## رد الفعل
ناقشت الدول العربية الخطة مع البريطانيين في مؤتمر لندن 1946–47، ورفضت الخطة على أساس أنها ستؤدي إلى التقسيم، واقترحت بدلاً من ذلك دولة موحدة مستقلة.
ورفض اليهود حضور المؤتمر بعد رفضهم خطة الحكم الذاتي المؤقتة في مؤتمر صهيوني منفصل. وجعلوا الحضور مشروطا بإطلاق سراح قادتهم المحتجزين لتمثيلهم على الطاولة (وهو ما لم يسمح به البريطانيون).
وفي اجتماع لاحق للمؤتمر في فبراير التالي، اقترحت بريطانيا خطة تعرف باسم خطة بفين لوصاية بريطانية مدتها خمس سنوات. وكان من شأن الوصاية أن تؤدي إلى تسوية دائمة تتفق عليها جميع الأطراف. وعندما رفض الجانبان العربي واليهودي الخطة قررت بريطانيا إحالة المشكلة إلى الامم المتحدة. وأنشأت اللجنة الخاصة المعنية بفلسطين التابعة للأمم المتحدة.

## استيطان النقب
ردا على الخطة، قررت الوكالة اليهودية استيطان صحراء النقب، في مخطط حمل اسم 11 نقطة في النقب.

## بيبليوغرافيا
- H. Levenberg, "Bevin's Disillusionment: The London Conference, Autumn 1946", Middle Eastern Studies, Vol. 27, No. 4 (October 1991), pp. 615–630

## وصلات خارجية
- US Department of State (1946) Foreign Relations of the United States: Diplomatic Papers, 1946, Volume VII: The Near East and Africa. Washington, DC: Government Printing Office, pp. 652–667